# Komín (přírodní památka)
Komín je přírodní památka v oblasti SSJ.
Nachází se v katastrálním území obce Lipovce v okrese Prešov v Prešovském kraji. Území bylo vyhlášeno či novelizováno v letech 1994, 2008 na rozloze x ha. Ochranné pásmo nebylo stanoveno. Jeskyně je volně přístupna návštěvníkům za účelem zotavení a poznávání přírodních a historických hodnot.